# Шандор Хольцрайтер
Шандор Хольцрайтер (угор. Sándor Holczreiter, 18 липня 1946 — 14 грудня 1999) — угорський важкоатлет.
Бронзовий призер Олімпійських Ігор 1972 року в найлегшій вазі.